# (28007) 1997 XO10
1997 أكس أو 10 (ويعرف أيضًا باسم (28007) 1997 أكس أو 10 وفق تسمية الكوكب الصغير) (بالإنجليزية: 1997 XO10)‏ هو كويكب ضمن حزام الكويكبات؛ وترتيبه 28007 من حيث الاكتشاف.
اكتُشف هذا الجُرم الفلكي بواسطة ماورا تومبيلي ‏ في 7 ديسمبر 1997.

## وصلات خارجية
- (28007) 1997 XO10 في قاعدة بيانات مختبر الدفع النفاث لأجرام النظام الشمسي الصغيرة

- الاكتشاف · مخطط المدار ·  العناصر المدارية · المعلمات المادية

- (28007) 1997 XO10 على موقع ويكي سكاي: DSS2, SDSS, GALEX, IRAS, Hydrogen α, X-Ray, Astrophoto, Sky Map, Articles and images